# Donne di altri uomini
Donne di altri uomini (Other Men's Women) è un film del 1931 diretto da William A. Wellman. Il film ha come protagonisti Grant Withers, Mary Astor e Regis Toomey, e vede nel cast anche James Cagney e Joan Blondell. Fu distribuito negli Stati Uniti dalla Warner Bros. il 17 gennaio 1931, mentre in Italia è stato trasmesso il 3 marzo 2015 su Rai 3 nel programma Fuori orario. Cose (mai) viste, in inglese sottotitolato.